# زاویشچ (استان اوپوله)
زاویشچ (به لهستانی: Zawiść) یک منطقهٔ مسکونی در لهستان است که در گمینا پوکوی واقع شده‌است.